# 찰스 B. 피어스
찰스 B. 피어스(Charles B. Pierce, 1938년 6월 16일 ~ 2010년 3월 5일)는 미국의 각본가, 영화 프로듀서, 영화 감독, 배우, 촬영 감독이다.
해먼드에서 태어났다.

## 영화
- 오로라 인카운터 (1986년)
- 보기 크리크 2 (1985년)
- 돌아온 0011 나폴레옹 솔로 (1983년)
- 더티 해리 4 - 써든 임팩트 (1983년)
- 낫츠 랜딩 (1979년)
- 바이킹의 혈투 (1978년)
- 악몽의 일요일 (1976년)
- 나이트 스트랭글러 (1973년)
- 코피 (1973년)
- 보기 크리크의 전설 (1972년)
- 팬텀 톨부스 (1970년)
- 혼도 (1967년)